# Vida Gábor (festő)
Vida Gábor (Budapest, 1937. január 24. – Telki, 2007. december 23.) fuvolista és polihisztor festő, rajzoló, szobrász, aranyműves, amatőrcsillagász és órajavító.
Zenei csodagyerekként indult, majd operaházi muzsikus lett. Negyedévszázadon át koncertezett és számos hanglemezen működött közre. Érdeklődése idővel a képzőművészet felé irányult, magas szintű festőtechnikával realista, mégis meseszerű, Andersen és a Grimm fivérek világát idéző képi világot és stílust teremtett. Művei máig sikerrel szerepelnek a nemzetközi műkereskedelemben. Polihisztorként és ezermesterként több más mesterségben is kipróbálta magát.

## Élete
Édesanyja Bacsó Aranka operaénekes, a budapesti Operaház tagja, édesapja Vida István tisztviselő volt. Szülei hároméves korában, 1940-ben elváltak, anyja újraházasodott. Nevelőapja Kolsovszky József fuvolista lett, aki szintén az Operában játszott.
Iskolai tanulmányait 1943-ban Pincehelyen kezdte meg az egy évvel korábban alapított Szent Orsolya internátusban. Később szeretettel emlegette, hogy az orsolyita apácákkal gyógyszergyártáshoz vadgesztenyét gyűjtött. Német nyelvtudását akkor alapozta meg, amikor 1944-ben anyjával és nevelőapjával Lipcsében a Krummbacher családnál tartózkodott.
1945-ben visszatértek Magyarországra. Zenei tehetségét 1947-ben fedezték fel, amikor kiderült, hogy hallás után képes eljátszani komolyzenei dallamokat nevelőapja hangszerén, pl. Christoph Willibald Gluck, Händel vagy Mozart darabjaiból. Mint különös képességű gyermek ekkor felvételt nyert a Liszt Ferenc Zeneakadémiára, ahol Hartai Ferenc tanítványa lett fuvolistaként. Közben a Budapesti Piarista Gimnáziumot is végezte, ahonnan viszont kicsapták, mivel egy moziban tartott november 7-i iskolai ünnepélyt robbantásos csínnyel megzavart. Közismereti tanulmányait a budapesti Zenei Gimnáziumban fejezte be. Jellemző rá, hogy szülei a váltásról csak az évvégi bizonyítványból értesültek, mert reggelente mindig elindult a 8-órai kezdésre és délelőttjeit az új iskolába történő felvételének intézésével töltötte. 
1950-től készítette akvarell- és olajfestményeit. 1956-ban a Budapesti Filharmóniai Társaság Zenekarához került, melynek 25 éven át volt tagja. 1957-től szólistaként is szerepelt, 1959-től pedig első fuvolistaként. Egyetemi diplomáját 1960-ban kapta meg kitűnő, azaz „vörösdiploma” minősítéssel.
1961-ben házasságot kötött a német származású Filler Éva látszerésszel, aki a gyermekük születése után a családnak szentelte életét. 1963-ban született fia, ifjabb Vida Gábor neves szülész-nőgyógyász lett.
Zenei pályafutása során a zenekar állandó tréfamestere volt. Egy ízben a hőségre hivatkozva előadás közben a lábát hideg vízben áztatta, és a fúvós szekció egész este kínban röhögött. Egy másik esetben az üres kezeit emelte fel a belépésre várva, és csak az utolsó pillanatban rántotta fel damillal a fuvolát, miközben halálra ijesztette a karmestert, hogy a hangszer nem fog időben megszólalni. 1977-től főleg festészettel foglalkozott. A humor festészeti munkájában is szerepet kapott.
1981-ben mint fúvós korkedvezménnyel nyugdíjba ment. Festészetét az Artex Külkereskedelmi Vállalat és annak vezetője, Wessely Tibor (1929-2009) fedezte fel, amikor az 1970-80-as években az országnak valutára volt szüksége, és keresték a nyugati igényeket kielégíteni képes tehetséges magyar festőket. 1989-ben betörők ellopták az ifjú korában készített rajzait és festményeit, utóbbiak száma kb. 30 volt. 1995-ben Telkibe költözött, ahol feleségével és látogatóba érkező unokáival nagy boldogságban élt.

## Munkássága

### Zeneművészet
Az Operaház zenekarával Magyarország és Európa számos koncerttermét bejárta. Gyakran szerepelt együtt nevelőapjával a fuvolaszólamban. 1957-ben a rádióban Jeney Zoltánnal bemutatta Szervánszky Endre kortárs szerzeményét, a Szonáta két fuvolára című művet. 1959-ben fúvósversenyen vett részt Prágában. 1970-ben Erdélyi Miklós vezényletével, valamint Rohmann Henrik és Lubik Hédi hárfások, Prőhle Henrik fuvolás, Botvai Károly és Szász Árpád gordonkások társaságában szólista volt a Donizetti: Lammermoori Lucia zenei produkcióban. Ugyancsak szólistaként játszott 1975-ben a Magyar udvarok zenéje (Music life in old Hungary) című, külföldön megjelent Hungaroton-lemezen.

### Képzőművészet
Fiatal korától rajzolt és festett. A klasszikus festő- és szobrászati technikákat autodidakta módon sajátította el.
Első olajképei budapesti városképek voltak. A figurák és a tárgyak kisebbek és nehezebben azonosíthatók ezeken a képein, mint a későbbi alkotásain, mivel beleolvadnak a látképbe. Az alkalmazott művészi technika is egyszerűbb volt a későbbinél.
Érett munkáit rendszerint 40 x 50 cm-es (vagy kisebb) méretben készítette a nagy felkészültséget, alaposságot, tervezettséget és időt igénylő lazúros technikával. Az eljárás kifejlesztését Jan van Eyck és testvére nevéhez kötik, akárcsak magának az olajfestésnek a feltalálását, de a legtöbb mai festő már nem alkalmazza. Ennek lényege, hogy a festő számos – hét vagy akár több – rétegben festi meg művét különféle monokróm és színes változatokban, méghozzá egyre hígabb, egyre kevesebb pigmentet tartalmazó olajfestékkel, amitől a végső optikai hatás egy ragyogó, fényes, üvegszerű és éles kép lesz. Az olajfesték eleve lassabban szárad a korábban széleskörűen alkalmazott, pasztellesen száradó temperánál. Az olajképek készítése ezért több időt és türelmet igényel azokénál, de költségesebb is. Egy-egy filmszerű réteg száradása néhány óra vagy nap helyett akár egy hét vagy hónap is lehet. Ha a száradás nem kellő, akkor az egész festmény könnyen ráncosodhat és tönkremehet. A festékrétegek tulajdonságai és egymásra hatásai alapvetően határozzák meg a mű karakterét és optikai jellemzőit, ezért azok előzetes megtervezése – ideértve a pontos rajzot is – elengedhetetlen. Az utólagos hibajavítás – pl. egy hiányzó részlet pótlása – ugyanakkor nagy nehézségekkel jár.
Vida polihisztori adottságai nagyban segítették abban, hogy perfekcionista célkitűzéseket követve saját, egyedi festői stílust hozzon létre. Nemcsak a régi technikákat sajátította el, de saját festői módszereket is kidolgozott, sőt a szükséges ecseteket, festőszerszámokat is maga készítette.
Meseszerű témáit egyéni képi világában jelenítette meg, melyet Vermeer, a 17. század holland kismestereinek, illetve a 19. századi biedermeier stílusából fejlesztett ki. A képeken leggyakrabban életképek láthatók, családi jelenetek, mulatságok, üzletek, vásárok, különféle mesterek műhelyei gazdag felszereltséggel és részletgazdag ábrázolással. Egyszerűnek tűnő művei arról mesélnek, hogy a munka és a családi élet a valódi örömforrás. Számos alkotásán jelenik meg a kétkezi munka szeretete, pl. hangszerkészítők, órások, üvegfújók, gyógyszerészek és más mesterek ábrázolásakor. Szereplőinek többsége idős vagy gyermek, középkorú csak ritkán bukkan fel képein. Ugyancsak jellemző, hogy zsánerei esti fényben, melegséget árasztó gázvilágításban vagy mécses világánál jelennek meg.
Európában a müncheni László Balogh Galéria, az USA-ban a Gallerie Amsterdam forgalmazta műveit. Képei több ezer eurós aukciós árakon kelnek el árveréseken. Hóember című képe – melynek témáját fia javasolta neki – például 15 ezer eurós áron szerepelt.

### Ezermesterkedés
Minden munka érdekelte, mindent szívesen kipróbált. 1974-ben elkészítette a Hüvelyk Matyi című diafilmet Walla Gézánéval közösen. Az 1970-es évek közepétől készített szobrokat fából, gipszből és bronzból. Mivel elsősorban a készítés folyamata, módja izgatta, így csak kevés számú alkotást hozott létre. Közben elvégzett egy aranyműves iskolát, végbizonyítványt azonban nem szerzett, mert a szocializmus idején nem lehetett a munkát önállóan végezni. Az aranyékszereket otthon, a konyhai gáztűzhelynél készítette. Szerteágazó érdeklődése a csillagászatra is kiterjedt. Tagja lett a Magyar Csillagászati Egyesületnek, és miután kitanulta az esztergálást, több távcsövet épített. Szenvedélyes órajavító lett. Főleg ezüst zsebórákon dolgozott, de mikroszkópokat és más finommechanikai eszközöket is javított váltakozó sikerrel. Saját balatoni nyaralóját barátjával építette fel 15 év alatt.

## Kitüntetései
- 1978: Szocialista kultúráért
- 1986: Bartók Béla–Pásztory Ditta-díj (zenekari tagként)